# Janet Royall
Lady Janet Anne Royall, baronesa Royall de Blaisdon, PC, nacida el 20 de agosto de 1955 en Gloucester, es una política británica del Partido Laborista, y actual líder de la Muy Leal Oposición de Su Majestad en la Cámara de los Lores del Reino Unido.

## Educación y primeros años en la política
Janet Royall se educó en el Royal Forest of Dean Grammar School y en el Westfield College de la Universidad de Londres, donde se graduó en un Bachelor of Arts en Español y Francés en 1977.
Royall fue asesora especial de Neil Kinnock durante los años 80 en los que este fue líder del Partido Laborista, y ha permanecido como uno de los aliados de Lord Kinnock desde entonces.
Se presentó a la elección del Partido para ser elegida como candidata laborista por la circunscripción electoral de Ogmore en 2002. No obstante, el Partido eligió a Huw Irranca-Davies en vez de a ella. Cuando, en 2003, ocupó el puesto de líder de la Oficina de la Unión Europea en Gales, hubo voces que pidieron su cese en el cargo por su vinculación con el Partido Laborista.

## Cámara de los Lores
El 25 de junio de 2004 le fue concedido el título de baronesa Royall de Blaisdon, de Blaisdon, en el Condado de Gloucestershire, pasando a ocupar un escaño vitalicio en la Cámara de los Lores. Comenzó desempeñando el cargo de portavoz del Gobierno de Salud, Desarrollo Internacional y Asuntos Exteriores y de la Commonwealth.
El 24 de junio de 2008 fue nombrada "Chief Whip" (persona que se encarga de que los miembros del Partido sigan las disciplina de voto marcada por el mismo), en la Cámara de los Lores, tras la renuncia de Lord Grocott. Ese mismo año pasó a ser miembro del Consejo Privado. El 3 de octubre de 2008, Gordon Brown la nombró Líder de la Cámara de los Lores (portavoz del Gobierno en la Cámara alta) y Lord Presidente del Consejo. El 5 de junio de 2009 la baronesa fue relevada como Lord Presidente por Lord Mandelson, en aquel momento Secretario de Estado de Comercio pasando a ocupar el puesto de Canciller del Ducado de Lancaster.
Royall votó en el último proyecto de reforma de la Cámara de los Lores, durante el año 2007, por una Cámara 100% electa. Además aboga por un referéndum nacional para tratar cualquier reforma de este tipo.